# Keszteg
Keszteg falu Romániában, Bihar megyében.

## Fekvése
Bihar megyében, a Réz-hegység alatt, Élesd-től délnyugatra, a Sebes-Körös mellett fekvő település.

## Története
Keszteg -ről az 1800-as évek elejéről vannak adatok. A település ekkor az ötfalusi közbirtokosság birtoka volt. Az 1900-as évek elején a településen virágzó kályhagyár működött. A település a trianoni békeszerződés előtt Bihar vármegye élesdi járásához tartozott.

## Nevezetességek
- Görögkeleti temploma az 1800-as évek első felében épült.